# Ladislav Žemla
Ladislav Žemla (Praga, 6 novembre 1887 – Praga, 18 giugno 1955) è stato un tennista ceco.

## Palmarès

### Olimpiadi
- Bronzo a Anversa 1920 nel doppio misto.

### Olimpiadi intermedie
- Bronzo a Atene 1906 nel doppio maschile.